# Lijst van voetbalinterlands Tonga - Vanuatu
Deze lijst van voetbalinterlands is een overzicht van alle officiële voetbalwedstrijden tussen de nationale teams van Tonga en Vanuatu. De landen hebben tot op heden drie keer tegen elkaar gespeeld. De eerste ontmoeting, een kwalificatiewedstrijd voor het Wereldkampioenschap voetbal 2010, vond plaats in Apia (Samoa) op 3 september. Het laatste duel, een groepswedstrijd tijdens de Pacific Games 2019, werd gespeeld op 14 juli 2019 in Apia (Samoa).

## Wedstrijden
| № | Plaats    | Datum            | Competitie           | Wedstrijd       | Uitslag |
| - | --------- | ---------------- | -------------------- | --------------- | ------- |
| 1 | Apia      | 3 september 2007 | WK 2010 kwalificatie | Tonga – Vanuatu | 1 – 4   |
| 2 | Port Vila | 6 december 2017  | Vriendschappelijk    | Vanuatu – Tonga | 5 – 0   |
| 3 | Apia      | 14 juli 2019     | Pacific Games 2019   | Tonga − Vanuatu | 0 − 14  |

## Samenvatting
| Competitie        | Totaal gespeeld | Winst Tonga | Gelijk | Winst Vanuatu | Doelsaldo Tonga – Vanuatu |
| ----------------- | --------------- | ----------- | ------ | ------------- | ------------------------- |
| WK-kwalificatie   | 1               | 0           | 0      | 1             | 1 − 4                     |
| Pacific Games     | 1               | 0           | 0      | 1             | 0 − 14                    |
| Vriendschappelijk | 1               | 0           | 0      | 1             | 0 − 5                     |
| Totaal            | 3               | 0           | 0      | 3             | 1 − 23                    |

TFA · 
Tongaans vrouwenelftal
Interlands
Tegenstander:
Amerikaans-Samoa ·
Australië ·
Cookeilanden ·
Fiji ·
Nieuw-Caledonië ·
Papoea-Nieuw-Guinea ·
Salomonseilanden ·
Samoa ·
Tahiti ·
Vanuatu
VFF · 
Vanuatuaans vrouwenelftal
Interlands
Tegenstander:
Amerikaans-Samoa ·
Australië ·
Brunei ·
Cookeilanden ·
Estland ·
Fiji ·
Guam ·
Guinee ·
India ·
Indonesië ·
Libanon ·
Mongolië ·
Nieuw-Caledonië ·
Nieuw-Zeeland ·
Papoea-Nieuw-Guinea ·
Salomonseilanden ·
Samoa ·
Tahiti ·
Tonga